# Utricularia hamata
Utricularia hamata — вид рослин із родини пухирникових (Lentibulariaceae).

## Етимологія
Видовий епітет від лат. hamatus — «гачкуватий, кривий» і відгинання квітконіжки після цвітіння.

## Біоморфологічна характеристика
Невелика чи середня, наземна чи водна, трав'яниста, ймовірно, багаторічна рослина. Ризоїди капілярні, прості, у довжину до 3 мм. Столони нечисленні, ниткоподібні, у товщину 0.15–0.22 мм, у довжину 10–15 мм. Листки нечисленні; пластинка 6–12 × 0.2–0.7 мм, верхівка загострена. Пастки нечисленні, яйцюваті, ± однорідні, 1.5–2.8 мм завдовжки, рот бічний, спинний відросток простий, крила відсутні. Суцвіття поодинокі, зазвичай 40–100 мм завдовжки(до 300 мм завдовжки при зростанні в глибокій воді). Квітки поодинокі. Частки чашечки нерівні; верхня частка ≈ 3–4 мм завдовжки, 2.5–3 мм завширшки, широкояйцеподібна із закругленою верхівкою; нижня частка ≈ 2.5–3 мм завдовжки, 3–3.5 мм завширшки, з виїмчастою верхівкою. Віночок 6.0–10 мм завдовжки, білий, з жовтими підвищеннями біля основи нижньої губи. Коробочка куляста, ≈ 5 мм в діаметрі. Насіння зворотнояйцеподібне, ≈ 0.6 × 0.35 мм. Пилок ≈ ≈ 34 × 37 мкм. Цвіте і плодоносить з лютого по червень.

## Середовище проживання
Вид росте в Австралії — Західна Австралія.
Росте у струмках чи заболочених угіддях / жолобах.